# Óscar Espallargas
Óscar Antonio Espallargas Juárez (Alcañiz, Aragón, España, 14 de septiembre de 1982) es un deportista español que compitió en esquí alpino adaptado. Ha competido en campeonatos nacionales, la Copa de Europa, la Copa Mundial de Esquí Alpino del CPI (Comité Paralímpico Internacional) y los Campeonatos Mundiales de Esquí Alpino del CPI. En 2011 se mudó al Valle de Arán para la sesión de esquí de 2011/2012 y asistir de forma regular al Centro de Deportes de Invierno Adaptados. Ha participado en los Juegos Paralímpicos de Invierno de Sochi 2014.

## Esquí
Espallargas es un monoesquiador de LW12-1 que compitió en la Copa Europea de 2007, así como en los campeonatos nacionales de España de 2007 donde consiguió medalla. En la última ronda de la Copa Europea en Marcha 2008, un acontecimiento celebrado en La Molina, España,  fue uno de los esquiadores invidentes sin pareja que compitió en el campeonato. En la Copa Europea de 2007/2008 terminó en el puesto 55. En marzo de 2009 consiguió terminar en la Copa Europea en la posición 50 con 42 puntos. También compitió en su tercera Copa Europea en La Molina en enero de 2010, acabando noveno en la categoría de esquí alpino. El Campeonato de Cataluña de Esquí Alpino se celebró a finales de enero de 2010 con esquiadores que representaron cinco comunidades autónomas españolas: Aragón, Galicia, Cataluña, Madrid y el País Vasco. Representó a Aragón como miembro del club de esquí Cerler Aneto de Aragón y acabó primero en la categoría sentado. En la edición de Aramón Cerler, la última competición de la estación organizada por Campeonato de España de Esquí Alpino adaptado, que tuvo lugar en abril de 2010, terminó primero en súper G masculino sentado. También participó en la compatición del equipo nacional español celebrado entre el 5 y 7 de abril de 2010 en Vancouver (Canadá). El evento fue organizado por el Federación Española de Deportes de Personas con Discapacidad Física (FEDDF), la Federación Española de Deportes para Paralíticos Cerebrales (FEDPC) y la Federación Española de Deportes para Ciegos (FEDC). En esta competición consiguió una medalla de oro en la categoría de esquí alpino sentado masculino. En diciembre de 2010 compitió en la segunda etapa de la Copa de Europa que se celebró en Austria.
Espallargas compitió en el campeonato nacional de España en abril de 2011 terminando primero en la categoría de esquí alpino con un tiempo combinado de 1'26 " 13. En los Campeonatos Mundiales celebrados en 2011 en Sestriere, Italia, Espallargas acabó decimoctavo en la categoría masculina de esquí alpino. En octubre de 2011 se sometió a una serie de pruebas médicas del Consejo Superior de Deportes en Madrid, aprovechando el viaje para visitar la zona de nieve interior del centro comercial Madrid Xanadú, donde participó en varias sesiones de formación. En noviembre de 2011 se clasificó para un evento en los Países Bajos donde aprovechó para entrenar en instalaciones de esquí alpino, junto a otros 100 esquiadores de 15 países, con el propósito de mejorar su rendimiento. En 2011 se mudó a Aran para preparar la temporada 2011/2012 desde el Centro de Deportes de Invierno Adaptados. En noviembre de 2011 en el primer acontecimiento del CPI del año celebrado en los Países Bajos terminó en el octavo puesto en la categoría de esquí alpino. Participó en los Campeonatos de España de Esquí de 2012 celebrados en el Valle de Arán, donde se disputaron las categorías de esquí alpino, esquí alpino gigante y súper G, donde consiguió medallas en silla masculino en esquí alpino (oro), súper G (plata) y gigante (oro). A finales de la temporada de esquí de 2011/2012 participó en el Campeonato de Esquí Alpino del CPI de la Copa de Europa celebrado en Italia donde terminó en el puesto vigesimosexto en la categoría de esquí alpino gigante.
Espallargas participó en los Juegos Paralímpicos de Sochi 2014, acabando en la categoría de esquí alpino sentado masculino en decimocuarta posición, y en la competición de esquí alpino sentado gigante en el decimotercera plaza.